# Смирнова, Надежда Владимировна
Надежда Владимировна Смирнова (22 февраля 1996, Сергиев Посад, Московская область) — российская футболистка, полузащитница клуба ЦСКА и сборной России.

## Биография

### Клубная карьера
Воспитанница молодёжных команд «Экостром» (Сергиев Посад) и «Россиянка», первый тренер — Виктор Николаевич Милаков.
Дебютировала в высшей лиге России в составе «Россиянки» 31 мая 2014 года в игре против «Мордовочки». Всего в своём первом сезоне сыграла 3 матча, во всех выходила на замену. Сезон 2015 года провела в составе «Зоркого», где была основным игроком, сыграв 13 матчей и забив два гола. В первой половине 2016 года снова выступала за «Россиянку», выходила на поле в 9 матчах. По итогам сезона 2016 года «Россиянка» стала чемпионом России, однако Смирнова в сентябре покинула команду и перешла в ЦСКА.
С сентября 2016 года выступает за московский ЦСКА, является игроком основного состава. В 2017 году стала обладательницей Кубка России. По итогам сезона 2018 года вошла в символическую сборную чемпионата и стала лучшим бомбардиром своего клуба с 5 голами. В 2019 году сыграла во всех 21 матчах чемпионата, забив 9 голов, и стала со своим клубом чемпионкой России.

### Карьера в сборной
Выступала за юношескую и молодёжную сборную России. В составе студенческой сборной — бронзовый призёр Универсиады 2017 года в Тайбэе.
В национальной сборной России дебютировала 2 марта 2016 года в матче против Португалии. Первые голы забила 5 апреля 2018 года, отличившись «дублем» в ворота сборной Боснии (6:1). Участница финального турнира чемпионата Европы 2017 года, на турнире выходила на поле во всех трёх матчах своей команды.

## Достижения
- Чемпионка России: 2019, 2020
- Серебряный призёр чемпионата России: 2021, 2022, 2023, 2024
- Бронзовый призёр чемпионата России: 2015
- Обладательница Кубка России: 2017, 2022, 2023